# Amiga 500
Amiga 500 – 16-bitowy mikrokomputer domowy, wprowadzony na rynek w 1987 roku przez firmę Commodore International. Był to komputer domowy o zamkniętej architekturze, z jednostką centralną zintegrowaną w jednej obudowie z klawiaturą i napędem dyskietek. Sprzęt miał premierę w Polsce w 1990 roku a dystrybutorem była sieć Pewex, lecz już wcześniej sprzęt można było nabyć z importu.

## Dane techniczne
- procesor 32-bitowy (wewnętrznie prowadzi operacje na 16 bitach, jednak kod maszynowy jest w pełni 32 bitowy, stąd niejasność w związku z „bitowością” tego procesora) Motorola MC68000 z zegarem 7,16 MHz bez koprocesora (FPU)
- 512 kB wbudowanej pamięci RAM typu CHIP z możliwością rozbudowy o dodatkowe 512 kB SLOW lub CHIP (po przestawieniu zworek na płycie głównej)
- 256 kB pamięci ROM z systemem rozruchowym Kickstart 1.2 lub 1.3 (można wymienić na nowszą wersję)
- zestaw układów graficznych OCS (Original ChipSet) umożliwiający wyświetlenie 32 kolorów jednocześnie w trybie Low Res, 64 kolorów w trybie EHB, 4096 kolorów w trybie HAM, 16 kolorów w trybie high res, a wszystko to z palety 4096 kolorów. Składowe części chipsetu to układy o nazwach Agnus, Paula i Denise
- 4-kanałowy dźwięk stereo 22 KHz 8-bit
- system Workbench (AmigaOS) w wersji 1.2 lub 1.3 (po wymianie kickstartu, można także używać nowszych wersji)
- napęd dyskietek 3.5" o pojemności 880 KB
- dwa gniazda rozszerzeń: boczne i pod spodem jednostki głównej. Boczny slot dawał możliwość podłączenia kontrolera dysku twardego IDE, rozszerzenia pamięci RAM, akceleratorów itd. Do złącza pod spodem komputera przewidziane były rozszerzenia pamięci, zegary czasu rzeczywistego; firmy trzecie produkowały emulatory PC przeznaczone do podłączenia przez to gniazdo.
- 25 pinowe gniazdo portu równoległego i szeregowego
- 23 pinowe gniazdo video (RGB) oraz monochromatyczne wyjście composite

Komputer A500 dzięki swoim przełomowym wówczas możliwościom stał się bardzo popularny i przyczynił się do sukcesu firmy Commodore International. Na tę platformę przez okres jej istnienia wydano ponad 50 000 gier i programów. W 1991 roku wprowadzono do sprzedaży unowocześniony model Amiga 500+, charakteryzujący się nowszym oprogramowaniem ROM, zwiększoną pamięcią RAM do 1 MB oraz zmienionym chipsetem z OCS na ECS (Enhanced chipset).
Maksymalna ilość pamięci CHIP, jaką można uzyskać po modyfikacjach płyty głównej i wymianie układu AGNUS, to 2MB. Istnieje możliwość rozszerzenia o dalsze 8 MB pamięci typu FAST oraz 1.8 MB typu SLOW. Komputer jest wspierany po dziś dzień przez samych użytkowników, z tego też powodu powstało kilka autorskich rozszerzeń pamięci i akceleratorów.